# Келарева Горка (железнодорожная станция, населённый пункт)
Келарева Горка — населённый пункт (тип: железнодорожная станция) в Вельском районе Архангельской области. Входит в состав Солгинского сельского поселения.

## География
Железнодорожная станция расположена в южной части области на расстоянии примерно в 34 километрах по прямой к западу от районного центра Вельска.
Часовой пояс
Железнодорожная станция Келарева Горка как и вся Архангельская область, находится в часовой зоне МСК (московское время). Смещение применяемого времени относительно UTC составляет +3:00.

## Население
| 2002 | 2010 | 2012 | 2014 |
| ---- | ---- | ---- | ---- |
| 15   | ↘2   | →2   | →2   |